# Trachelas dilatus
Trachelas dilatus là một loài nhện trong họ Trachelidae.
Loài này thuộc chi Trachelas. Trachelas dilatus được miêu tả năm 1974 bởi Norman I. Platnick & Shadab.